# Тесленко Василь Васильович
Василь Васильович Тесленко (нар. 1922 — ?) — радянський діяч, секретар Харківського промислового обласного комітету КПУ, відповідальний редактор Харківської обласної газети «Красное знамя».

## Біографія
Освіта вища. Член ВКП(б).
З серпня 1943 року працював на журналістській роботі в Харкові та області. Був кореспондентом газети «Правда» по Харківській області.
На 1961—1962 роки — кореспондент газети «Правда» в Народній Республіці Болгарія.
11 січня 1963 — 14 грудня 1964 року — секретар Харківського промислового обласного комітету КПУ — завідувач ідеологічного відділу Харківського промислового обласного комітету КПУ.
14 грудня 1964 — 1975 року — відповідальний редактор Харківської обласної газети «Красное знамя».
Потім — на пенсії.

## Нагороди та відзнаки
- орден «Знак Пошани» (4.05.1962)
- ордени
- медалі